# Leiothrix amazonica
Leiothrix amazonica är en gräsväxtart som beskrevs av Harold Norman Moldenke. Leiothrix amazonica ingår i släktet Leiothrix och familjen Eriocaulaceae. Inga underarter finns listade i Catalogue of Life.